# Makár (városrész)
Makár vagy Makár-hegy Pécs egyik városrésze a Mecsekoldalban a Jakabhegyi út, az Egyetemváros, a Szigeti út és a Magyarürögi út között. A Makár a szubordinációs szerepű névként az egész hegy neve. Magassága ~277 méter.

## Nevének eredete
A néphagyomány szerint Makár Jánosról kapta nevét. Vélhetően azért, mert Makár ezredes 1686. október 22-én érdemeket szerzett Pécs felszabadításában. Mások ezt cáfolják. Valószínűbb, hogy Makárnak ezen a helyen nagyobb szőlőterülete volt. A Makár család Pécsett jelentős vagyonnal rendelkezett. 1665-1722 között négy lakóház, illetve telek volt Makár ezredes tulajdonában. Az egyik romos telket (a mai Anna utcában) 1721. június 21-én Makár János Lipót a horvát közösségnek adományozta, hogy ott iskola létesüljön. 1722-ben jezsuiták irányításával, társadalmi munkával és közköltségen a romos épületet helyreállították és az iskolát megnyitották. Az épületben később emléktáblát helyeztek el.
Makár János óbester zsoldos-hadserege szabadította fel a pécsi várat a török alól. A sereg horvát, magyar és német anyanyelvű katonákból állt. Akkori városvezetés hálából az óbesternek a Basamalmot, a szőlővel gazdagon betelepített Makár hegyet, valamint több lakóházat.

## Külső hivatkozások
- A makár-hegyről a mecsek kislexikonából.